# Ira Noel Gabrielson
Ira N. Gabrielson (1889–1977) fue un naturalista, y entomólogo estadounidense.

## Biografía
Ira Gabrielson era aborigen de, in Sioux Rapids (Iowa), en donde hizo sus estudios y se graduó por el Morningside College, en 1912. Enseñó biología por un breve periodo en el "Marshall High School" de Iowa. Luego, trabajó en el Bureau of Biological Survey.
Se convirtió en director del US Fish and Wildlife Service, antes de servir como Jefe del antiguo "Bureau of Biological Survey of the Agriculture Department". En 1975, junto a varios colegas fueron seleccionados por el "American Forestry Association" como uno de los grupos seleccionados por el "National Hall of Conservation". En 1940, cuando se unen el "Biological Survey" y el Bureau of Fisheries en el Servicio de Pesca y Vida Silvestre, fue su director, permaneciendo hasta 1946. Durante ese periodo sirvió como coordinador adjunto de pesca y delegado de EE. UU. a la Conferencia Internacional de Balleneros, y tuvo responsabilidades en agregar miles de ha al Refugio Nacional de vida silvestre.
En 1946, se retiró del gobierno federal, y pasó a ser presidente del "Wildlife Management Institute". Sirvió allí hasta 1970, después de lo cual fue presidente de la Junta. De 1959 a 1976, fue presidente del Northern Virginia Regional Park Authority. En 1966, fue llamado por el superintendente del Virginia Outdoor Study Commission, año en el cual elaboró un plan para conservar y desarrollar losrecusos naturales del Estado.
Escribió cuatro libros, y coautor de otros seis, todos sobre aves y conservación. Realizó expediciones a los Andes, Amazonia, Europa, el Mediterráneo, Polo Sur, Alaska, todo acerca de aves.

## Algunas publicaciones
- ira n. Gabrielson, stanley g. Jewett. 2012. Birds of Oregon. Ed. Literary Licensing, LLC, 682 pp. ISBN 1-258-36516-2

- ------------------------. 2012. Wildlife Refuges. Ed. Hard Press, 336 pp. ISBN 1-290-18307-4

- ------------------------. 1959. Wildlife conservation. 2ª ed. de Macmillan, 244 pp.

- ------------------------. 1949. Bird Notes from Nevada. 168 pp.

- ------------------------. 1948. Reports. 15 pp.

- ------------------------. 1924. Food habits of some winter bird visitants. Department bull. 1249. Ed. USDA. 32 pp.

## Honores
Miembro de
- Audubon Society, recibiendo la Audubon Conservation Award
- American Ornithologists' Union
- Ecological Society of America
- Izaak Walton League
- Society of Systematic Zoology
- Washington Academy of Sciences and the Cosmos Club[3]

Galardones
- Interior Department's Distinguished Service Award

Falleció de complicaciones cardiacas, en 1977, con 87 años.
- La abreviatura «Gabrielson» se emplea para indicar a Ira Noel Gabrielson como autoridad en la descripción y clasificación científica de los vegetales.[4]

## Abreviatura (zoología)
La abreviatura Gabrielson  se emplea para indicar a Ira Noel Gabrielson como autoridad en la descripción y taxonomía en zoología.